# ديفيد كوربيت (لاعب كرة قدم)
ديفيد كوربيت (بالإنجليزية: David Corbett)‏ (15 مايو 1940 في المملكة المتحدة - 13 أبريل 2020) هو لاعب كرة قدم بريطاني في مركز جناح ‏. لعب مع سويندون تاون ونادي بليموث أرجايل.

## وصلات خارجية
- ديفيد كوربيت على موقع قاعدة بيانات كرة القدم.إي يو (الإنجليزية)